# Eleonora-Justina Ruflinová
Princezna Eleonora-Justina Bonapartová (rozená Eleonora-Justina Ruflinová; 1. července 1832 – 13. října 1905) byla manželka prince Petra-Napoleona Bonaparte. Pod pseudonymem Nina Bonapartová vydala monografii s názvem Historie mého života. Jelikož pocházela z rolnického prostředí, její morganatický sňatek s princem Petrem-Napoleonem, ačkoli byl katolickou církví uznán, nebyl přijat Napoleonem III. a rodem Bonapartů a občanskou legitimitu nezískal až do pádu Druhého francouzského císařství.

## Mládí a rodina
Eleonora-Justina Ruflinová se narodila 1. července 1832 v Paříži. Byla dcerou Juliena Ruflina a Justine Bucardové, oba byli rolníci. Měla sestru jménem Elisa.

## Manželství a potomci
V roce 1852 se Eleonora provdala v katolickém obřadu v Calvi v Haute-Corse za prince Petra-Napoleona Bonaparte. Její manžel byl synem Luciena Bonaparta, 1. knížete z Canina a Musignana a Alexandriny de Bleschamp a synovcem Napoleona I. Francouzského. Rod Bonapartů sňatek neschválil kvůli Eleonořině společenské vrstvě a zabránil civilnímu sňatku až do pádu Druhého Francouzského císařství.
Měla pět dětí, z nichž přežily pouze dvě:
- Princ Roland Bonaparte (1858–1924) se oženil s Marií-Felixou Blancovou
- Princezna Jana Bonapartová (1861–1910), provdaná za Kristiána, markýza de Villeneuve-Escaplon

Eleonora byla babičkou princezny Marie Bonapartové a pomáhala ji vychovávat poté, co její matka Marie-Felixa Blancová v roce 1882 zemřela.

## Pozdější život
Eleonora a její manžel se přestěhovali z Korsiky do Paříže. Poté, co její manžel v souboji zabil Victora Noira, rodina našla útočiště v Abbaye Notre-Dame d'Orval v Belgii. Poté, co měl její manžel řadu afér, se Eleonora přestěhovala do Spojeného království a otevřela si módní butik v Londýně. Její podnikání bylo neúspěšné a se svými dětmi se vrátila do Paříže. Ve Francii zorganizovala sňatky svého syna s Marií-Felixou Blancovou, dědičkou, a její dcery s Kristiánem de Villeneuve-Esclaponem, šlechticem.
Pod pseudonymem Nina Bonapartová vydala monografii s názvem Historie mého života. Zajímala se o politiku a byla kritikou Alfreda Dreyfuse.

## Smrt
V létě 1905 měla Eleonora anginu pectoris. Zemřela 13. října 1905 v pařížském sídle svého vnuka a byla pohřbena na hřbitově Cimetière des Gonards.